# Hrib, Preddvor
Hrib este o localitate din comuna Preddvor, Slovenia, cu o populație de 62 de locuitori.